# Marcelo Gabriel Peralta
Marcelo Gabriel Peralta (Buenos Aires, Argentina, 28 de diciembre de 1969) es un actor argentino conocido por interpretar a Barny en la teleserie El marginal, ganadora del Martín Fierro de Oro en 2016. Antes de dedicarse a la actuación hizo carrera como baloncestista profesional, jugando en varios clubes de la Liga Nacional de Básquet y del Torneo Nacional de Ascenso de su país. 

## Carrera deportiva
Con 2.00 metros de altura, Peralta jugaba en la posición pívot. Comenzó a practicar baloncesto recién a sus 15 años en Círculo General Urquiza. Su debut en la Liga Nacional de Básquet fue en Provincial de Rosario en 1988, actuando luego en Deportivo San Andrés, Boca Juniors y Quilmes de Mar del Plata. En la temporada 1993-94 jugó en el Torneo Nacional de Ascenso defendiendo los colores de Obras Basket. 
Entre 1994 y 1997 retornó a la LNB vistiendo las camisetas de Boca Juniors, Pico Football Club y Quilmes de Mar del Plata. Los últimos años de su carrera transcurrieron en el TNA, donde jugó para Racing Club, Central Entrerriano y Estudiantes de Santa Rosa. 
Peralta se destacó en sus años como jugador por su capacidad para capturar rebotes, promediando 5.1 rebotes por partido en 345 presentaciones en la LNB y 4.2 rebotes por partido en 149 encuentros en el TNA. 
Al retirarse del baloncesto profesional, el pívot pasó a jugar en los torneos de maxibásquet con el club Círculo General Urquiza.

### Clubes
| Club                      | País      | Año         |
| ------------------------- | --------- | ----------- |
| Provincial de Rosario     | Argentina | 1988 - 1989 |
| Deportivo San Andrés      | Argentina | 1990        |
| Boca Juniors              | Argentina | 1990 - 1991 |
| Quilmes de Mar del Plata  | Argentina | 1991 - 1993 |
| Obras Basket              | Argentina | 1993 - 1994 |
| Boca Juniors              | Argentina | 1994 - 1995 |
| Pico Football Club        | Argentina | 1995 - 1996 |
| Quilmes de Mar del Plata  | Argentina | 1996 - 1997 |
| Racing Club               | Argentina | 1997 - 1999 |
| Central Entrerriano       | Argentina | 1999 - 2000 |
| Estudiantes de Santa Rosa | Argentina | 2000 - 2001 |

## Carrera artística
Luego de abandonar el baloncesto profesional, Peralta ejerció una serie de diversos oficios, incluyendo el de guardaespaldas y guardia de seguridad de artistas internacionales como The Ramones, Guns N' Roses y otros.
En paralelo retomó las clases de actuación, participando de obras teatrales y comerciales para la televisión (en 1991 había participado en ocho episodios de la comedia Detective de señoras). 
En 2016 fue contratado para interpretar el papel de Barny en la teleserie El marginal. 

### Televisión
| Año       | Título               | Personaje    | Canal                | País                 |
| --------- | -------------------- | ------------ | -------------------- | -------------------- |
| 1991      | Detective de señoras | El Lerdo     | Canal 13             | Argentina            |
| 2016-2022 | El marginal          | Barny        | TV Pública / Netflix | Argentina            |
| 2020      | Los internacionales  | Secuestrador | Telefé / Flow        | Argentina / Colombia |

### Cine
| Año  | Título                         | Personaje      | País      |
| ---- | ------------------------------ | -------------- | --------- |
| 2018 | Yanka y el espíritu del volcán | Hombre Gigante | Argentina |